# Jook Walraven
Joannes Theodorus Maria (Jook) Walraven (Amsterdam, 20 augustus 1947) is een Nederlandse experimenteel natuurkundige aan het Van der Waals-Zeeman Instituut voor Experimentele Fysica aan de Universiteit van Amsterdam. Vanaf 1967 studeerde hij natuurkunde aan de Universiteit van Amsterdam. Zijn promotieonderzoek duurde zes jaar en vond plaats bij Isaac Silvera, op het onderwerp Bose-Einsteincondensatie. Het doel van zijn promotieonderzoek was om een gas van atomaire waterstof te maken, wat 's werelds eerste kwantumgas zou kunnen worden. Dit zou een belangrijke stap zijn in de creatie van een Bose-Einsteincondensaat.
In november 2005 werd Jook Walraven verkozen tot fellow van de American Physical Society (APS), "voor zijn baanbrekende experimentele en theoretische bijdragen aan de fysica van kwantumgassen".